# Saxifraga zimmermannii
Saxifraga zimmermannii är en stenbräckeväxtart som beskrevs av Charles Baehni. Saxifraga zimmermannii ingår i Bräckesläktet som ingår i familjen stenbräckeväxter. Inga underarter finns listade i Catalogue of Life.